# Per Olof Bolding
Per Olof Bolding, född den 24 maj 1918 i Alingsås, död den 22 januari 1997 i Malmö, var en svensk rättslärd.
Bolding avlade juris kandidatexamen i Uppsala 1942. Han genomförde tingstjänstgöring 1942–1945 och var lärare vid Statens polisskola 1946–1947. Bolding avlade juris licentiatexamen 1951 och promoverades till juris doktor samma år. Han var docent i processrätt vid Uppsala universitet 1951–1959, preceptor i samma ämne vid Stockholms universitet 1960–1964 och professor, även det i processrätt, vid Lunds universitet 1964–1983. Bolding invaldes som ledamot av Humanistiska Vetenskapssamfundet i Lund 1966.